# Hogna zorodes
Hogna zorodes este o specie de păianjeni din genul Hogna, familia Lycosidae. A fost descrisă pentru prima dată de Mello-leitão în anul 1942. Conform Catalogue of Life specia Hogna zorodes nu are subspecii cunoscute.